# Duché de Calabre (Empire byzantin)
Pour les articles homonymes, voir Duché de Calabre.

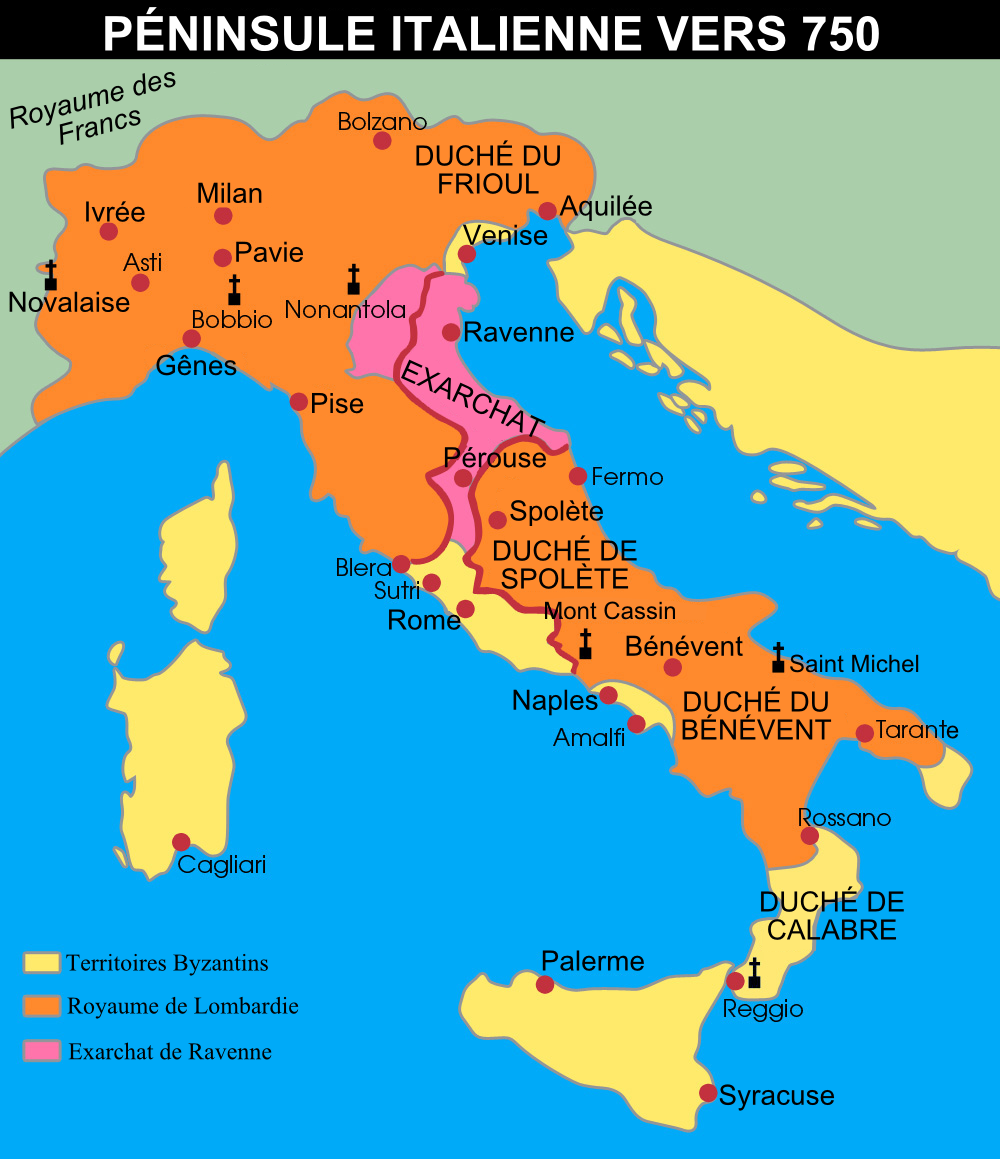
Carte de l'Italie byzantine et lombarde au VIIIe siècle.

Le duché de Calabre est une partie italienne de l'Empire romain d'Orient (dit « byzantin » depuis 1557) qui, comme l'avaient fait l'Espagne byzantine et l'Afrique byzantine avant elle, utilise comme langue officielle et liturgique le latin, maintient les traditions latines et où les chrétiens suivent le rite latin. Ce territoire comprend à l'origine des parties des régions de la Calabre et des Pouilles actuelles, et plus tard seulement la partie méridionale de l'actuelle Calabre qui correspond à l'aire linguistique du calabrais.
Il remplace au VIe siècle les territoires ostrogoths. Partie du thème de Sicile, il devient le thème de Calabre à partir du Xe siècle.

## Histoire

### Naissance du duché
Au bout d'une guerre qui dure presque vingt ans (535-553), l'empereur Justinien (482-565) avait éliminé la présence ostrogothe en Italie, mais l'invasion des Lombards en 568 consomme la rupture définitive de l'unité politique de la péninsule. Au Nord, le regnum lombard a pour capitale Pavie et se fractionnera lui-même en duchés toujours plus autonomes du pouvoir royal. Au Sud, les territoires byzantins comportent des subdivisions administratives qui seront elles aussi toujours plus autonomes.
Parmi ces divisions administratives, il y a le duché de Calabre, dont la capitale est au début Otrante, puis Reggio de Calabre, centre urbain en bord de mer conquis en 536 par les troupes byzantines menées par Bélisaire.
Finalement, l'Italie sera fragmentée en une série de noyaux locaux, dont certains deviendront autonomes (la république de Venise, le duché de Naples, les républiques maritimes de Gaeta et d'Amalfi, le duché de Rome aux frontières incertaines), tandis que d'autres resteront sous le gouvernement de l'Empire romain d'Orient (exarchat de Ravenne, thème de Sicile, qui comprend le duché de Calabre).

### Le duché byzantin

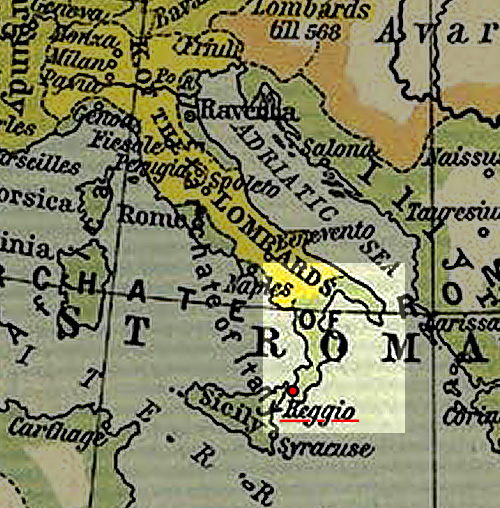
Le duché de Calabre entre 533 et 600.

Le duché de Calabre apparaît donc au VIe siècle, regroupant la région du Brutium, c'est-à-dire la région actuelle de Cosenza, et les terres du Salento, c'est-à-dire la Regio II Apulia et Calabria des Romains. Selon certains auteurs du XIXe siècle, il serait délimité au nord par le « limitone dei Greci » (la grande limite des Grecs), une sorte de muraille défensive construite pour protéger le territoire de la menace des lombards, dont un bout existe encore de nos jours.
Le nom « Calabre », qui à l'origine désignait la péninsule salentine, commence à être utilisé pour désigner le Bruttium, tandis que le terme « Terre d'Otrante » commence à désigner le Salento, progressivement conquis par les Lombards.
Le Salento byzantin est situé à l'extémité de la péninsule. Un témoignage historique se trouve à Casaranello où l'église du VIe siècle Santa Maria della Croce comporte une mosaïque de voûte dans laquelle la croix brille sur un ciel étoilé. Cette croix est un signe de la victoire de l'empereur Constantin, à la suite de laquelle il s'est converti au christianisme.
Au cours du VIIIe siècle, Reggio est élevé siège épiscopal de la Calabre byzantine. En 732-733, l'Empereur Léon III transfère le diocèse du thème de Sicile dans le cadre des luttes iconoclastes et en conséquence des décisions du concile in Trullo de l'obédience papale à celle du patriarcat œcuménique de Constantinople. Les sièges épiscopaux du Nord de la Calabre, à l'époque entre les mains des Lombards, maintiennent les liens avec Rome.

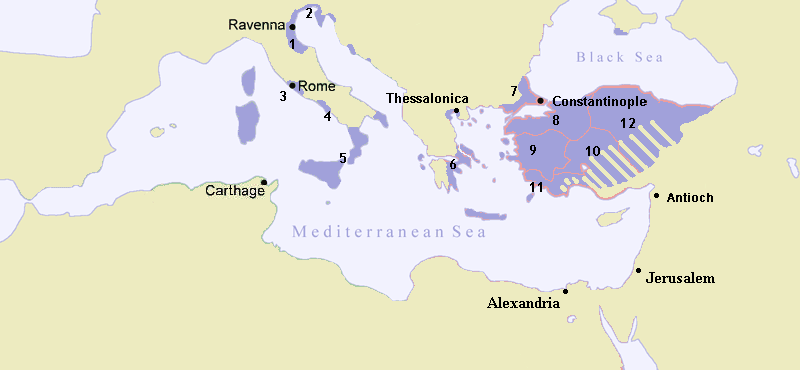
Les thèmes en 717

Entre le VIIIe et le  IXe siècle, les possessions de l'Empire byzantin en Italie se réduisent en effet progressivement au duché de Calabre, qui comprend d'une part la Calabre au sud de la vallée du Crati, et d'autre part Gallipoli et Otrante sur la façade côtière des Pouilles. La partie au nord est conquise par le duc de Bénévent Romuald vers 671. En 753, le roi lombard Aistolf annexe divers territoires byzantins, tandis que Reggio et une bonne partie de la Calabre restent administrés par Byzance.
Vers le début du IXe siècle, la Calabre byzantine comprend le territoire qui va de Reggio à Rossano, avec pour capitale Reggio. L'empereur d'Orient Basile Ier (867-886) fait de Reggio la « métropole des possessions byzantines de l'Italie méridionale ». Vers 892, les territoires byzantins de l'Italie du Sud sont divisés en deux thèmes :
- le thème de Longobardie, qui comprend la Terre d'Otrante, avec pour capitale Bari ;
- le thème de Sicile, qui comprend le duché de Calabre, avec pour capitale Reggio.

### Lutte entre Arabes et Byzantins

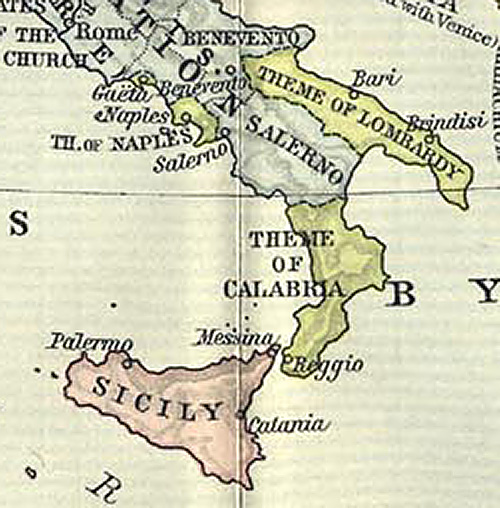
Le thème de Calabre au milieu du IXe siècle.

Après le débarquement arabe à Mazara del Vallo en 827, la Sicile devient une province musulmane en l'espace de cinquante ans. Le domaine byzantin en Italie du Sud est en permanence en situation d'incertitude. Le duché de Calabre lui aussi pâtit de cette nouvelle situation : des groupes de Sarrasins s'installent ainsi entre  840 et 842 dans les villes de Tarente et de Bari, d'où partent des incursions directes en Calabre.
La situation devient encore plus précaire quand Tropea, Amantea et Santa Severina sont occupées par les Sarrasins. Néanmoins, une armée grecque débarque près du cap Colonna en 880 et reconquiert la Sila, la Calabre du Nord et la Lucanie de l'Est jusqu'à Tarente. Les villes occupées par les Sarrasins sont quant à elles reconquises par le général Nicéphore Phocas l'Aîné en 885,. Les conquêtes du général déplacent également la frontière lombardo-byzantine au nord de la vallée du Crati, à la suite de quoi des évêques orthodoxes s'installent à Cosenza et à Bisignano, et un nouveau diocèse est créé à Cassano all'Ionio.
En 902, Abû el'-Abbâs, également connu comme Ibrahim II ibn Ahmad, émir d'Afrique, après avoir assiégé Taormine, conquiert Reggio. L'objectif de l'émir, conquérir tout le Sud, s'évanouit avec sa mort quelques mois plus tard, pendant le siège de Cosenza. Il s'ensuit une décennie de calme, interrompue en 918 par la prise de Reggio de Calabre. Le stratège Eustathe passe un accord avec l'émir sicilien pour payer un tribut de 22 000 nomismata en échange de la paix. En 924, le tribut à l'émirat sera réduit de moitié grâce à l'intervention de l'Empereur.
En 922, profitant de ce que les troupes byzantines sont engagées en Arménie et dans la défense de Constantinople contre l'assaut du Tsar Siméon de Bulgarie, les Sarrasins assiègent Sant'Agata, une des forteresses au début de l'Aspromonte qui entourent Reggio,.
En 926, le prince de Salerne Guaimar II, allié à son cousin Landolf III de Capoue tente de conquérir les possessions byzantines en attaquant le Nord de la région, mais lui et ses alliés sont défaits définitivement en 930, peut-être aussi grâce à l'aide des Sarrazins, pour une fois alliés à l'Empire.
En 929-930, l'eunuque slave Sâbir mène des incursions sur les côtes calabraises et apuliennes.
En 934, après la mort du calife fatimide al-Madhî, les villes calabraises cessent de payer le tribut.
En 947, la Sicile, précédemment en révolte, est de nouveau pacifiée, et le nouvel émir kalbite Ḥasan b. ʿAlī al-Kalbī demande le rétablissement du tribut. Les autorités byzantines refusent et se préparent donc à la guerre. L'émir réagit et en 951 traverse le détroit et occupe la ville de Reggio abandonnée par ses habitants. Il poursuit donc vers Gerace qui est assiégée et dont il obtient le paiement du tribut. La même situation, après une série de marches où il rejoint le Crati, se répète pour Cassano. Ce n'est qu'au printemps 952 que les troupes des thèmes de Calabre et de Longobardie, guidées respectivement par le stratège Pascalio et le patricien Malakinos, rencontrent les Sarrasins. Elles sont déconfites de façon retentissante.
Un traité de paix est donc signé, en 955-956, par le nouveau stratège de Calabre et Longobardie Mariano Argiro, qui prévoit la reprise du tribut et la construction, pour la première fois, d'une mosquée à Reggio, avec droit d'asile pour les musulmans. Néanmoins, le traité ne fait pas cesser les incursions sarrasines, et l'année suivante le stratège doit même fuir devant les troupes conjointes d'al-Kalbī et de son frère Ammâr.
La mosquée sera détruite par le protocarabos Basile en 956-958 pendant une expédition maritime contre les arabes siciliens.